# Arrondissement Fontenay-le-Comte
Arrondissement Fontenay-le-Comte je francouzský arrondissement ležící v departementu Vendée v regionu Pays de la Loire. Člení se dále na 9 kantonů a 107 obcí.

## Kantony
- Chaillé-les-Marais
- La Châtaigneraie
- Fontenay-le-Comte
- L'Hermenault
- Luçon
- Maillezais
- Pouzauges
- Sainte-Hermine
- Saint-Hilaire-des-Loges